# Ponrepovo kouzelnictví
Ponrepovo kouzelnictví je přijatý název krátkého němého filmu, který pro průkopníka českých biografů Viktora Ponrepa natočil Antonín Pech v roce 1911.
Obsahem filmu je jeden z kouzelnických triků, které předváděl v dřívějších letech Viktor Ponrepo po českých zemích. Filmem pak občas zahajoval představení ve svém biografu.
Již předtím si zřejmě nechal Ponrepo natočit jiný kratičký snímek, v němž se na začátku filmového představení z plátna divákům ukláněl. Ponrepovo kouzelnictví asi mělo být jistou inovací. Jeho zařazení do hraných filmů je sporné, dnes bychom mluvili spíše o „upoutávce“. Se svými 72 m délky je však cenným dokumentem, zachycující v pohybu výraznou osobnost počátků české kinematografie.